# Federazione cestistica della Giamaica
La Federazione cestistica della Giamaica è l'ente che controlla e organizza la pallacanestro in Giamaica.
La federazione controlla inoltre la nazionale di pallacanestro della Giamaica. Ha sede a Kingston e l'attuale presidente è Paulton Gordon.
È affiliata alla FIBA dal 1962 e organizza il campionato di pallacanestro della Giamaica.